# Gnojnica
Gnojnica [pronunciación en polaco: /ɡnɔi̯ˈnit͡sa/] es un pueblo ubicado en el distrito administrativo de Gmina Ropczyce, dentro del Condado de Ropczyce-Sędziszów, Voivodato de Subcarpacia, en el sur de Polonia oriental. Se encuentra aproximadamente a 6 kilómetros al sur de Ropczyce y a 26 kilómetros al oeste del regional capital Rzeszów.
El pueblo tiene una población de 2,100 habitantes.